# ミッドナイトビスー
ミッドナイトビスー (Midnight Bisou) はアメリカ合衆国の競走馬・繁殖牝馬。
主な勝ち鞍は2018年のサンタアニタオークス(GI)、コティリオンステークス(GI)、2019年のアップルブロッサムハンデキャップ(GI)、オグデンフィップスステークス(GI)、パーソナルエンスンステークス(GI)。この他、2020年のサウジカップ（格付けなし）も制している（当時は2着入線だったが、後述する理由で1着へ繰り上がり）。

## 戦績

### デビュー前
2015年4月18日に誕生。2016年9月のキーンランド1歳馬セールに上場されたが、1万9000ドルしか値が付かずに主取となる。翌2017年4月のOBSスプリング2歳馬トレーニングセールで馬主エージェントのジェフリー・ブルーム(Jeffrey Bloom)によって8万ドルで落札された。

### 2歳（2017年）
西海岸のビル・スパワー(Bill Spawr)厩舎に入厩し、2017年10月にサンタアニタ競馬場でデビュー。初戦から2戦連続でハナ差の2着となり、2歳時は未勝利で終える。

### 3歳（2018年）
年明け初戦のサンタイネスステークスを快勝し、初勝利を重賞制覇で飾る。次戦のサンタイザベルステークスも制覇すると、ケンタッキーオークスの前哨戦サンタアニタオークスも2着に3馬身半差を付けて完勝し、G1初勝利を挙げた。本番のケンタッキーオークスでも1番人気に支持されたが、2番人気モノモイガールから4馬身1/4差の3着に敗れた。レース後、3歳牝馬の大レースが多く開催される東海岸への滞在を理由に、スパワー厩舎からスティーヴン・アスムッセン厩舎へ転厩した。
転厩初戦のマザーグースステークスを6馬身差で快勝し、CCAオークスでモノモイガールと再戦したが、3馬身差の2着に敗れる。アラバマステークス3着を挟み、コティリオンステークスで三度モノモイガールと対決したが、1位入選のモノモイガールには及ばず2位入選となった。しかし、モノモイガールの進路妨害が認められ、繰上げで2度目のG1制覇を果たした。
年内最終戦のブリーダーズカップ・ディスタフでは、宿敵モノモイガール、古馬代表格のエイベルタズマンに次ぐ3番人気で挑み、勝ち馬モノモイガールから1馬身半差の3着だった。

### 4歳（2019年）
年明けからヒューストンレディースクラシックステークス、アゼリステークスを連勝して迎えたアップルブロッサムハンデキャップでハナ差の激闘を制し、G1・3勝目を挙げる。約2ヶ月後のオグデンフィップスステークスも2着に3馬身半差を付けて快勝する。次戦のモリーピッチャーステークスも勝利し、5連勝とした。続くパーソナルエンスンステークスではG1・2勝の実力馬イレイト(Elate)との叩き合いをハナ差下してG1・5勝目を挙げ、年始からの連勝を6に伸ばした。
9月4日、ブリーダーズカップ直後の11月4日に行われるファシグティプトン・ノベンバーセールへの上場予定が発表されたが、11月2日のブリーダーズカップ・ディスタフ当日の朝に上場取り止めと翌年の現役続行が発表された。大本命として迎えたブリーダーズカップ・ディスタフであったが、ブループライズの2着に敗れ、シーズン初の黒星を喫した。そして、この年のエクリプス賞最優秀古牝馬を受賞した。

### 5歳（2020年）
シーズン初戦はこの年に新設されたサウジカップに出走、最後方追走から追い込んでくるもマキシマムセキュリティの2着に惜敗（ただし、1位入線のマキシマムセキュリティがジェイソン・サービス調教師による意図的な薬物違反を行った事が発覚し、保留の末に4年後の2024年8月1日を以て失格となったため、1着に繰り上げとなる。帰国後、6月のフルールドリスステークスでは好位追走から直線で抜け出すと最後は後続馬に8馬身1/4差で圧勝する。連覇がかかったパーソナルエンスンステークスでは3・4番手追走も先に抜け出したヴェクセイシャスを捕らえ切れずクビ差の2着に敗れた。 その後9月28日の調教中に右前脚を骨折していたことが判明し、現役引退が発表された。
11月8日、キーンランドで行われた繁殖牝馬セールに出され、500万ドル（約5億5000万円）で落札された。

## 引退後
引退後の2021年より繁殖入りし、初年度はカーリンと交配された。
2022年に初仔となる牡馬を出産した。同年11月7日、キーンランドで行われた繁殖牝馬セールに出され、550万ドル（約8億2500万円）でノーザンファームの吉田勝己氏に落札された。
2025年にイクイノックスの仔を出産。2025年の当歳セレクトセールでは歴代3位タイの5億8000万円で落札された。

## 競走成績
以下の内容は、Racing PostおよびEquibaseの情報に基づく。
| 出走日     | 競馬場                   | 競走名                                     | 格 | 距離    | 着順 | 騎手           | 着差        | 1着（2着）馬          |
| ---------- | ------------------------ | ------------------------------------------ | -- | ------- | ---- | -------------- | ----------- | --------------------- |
| 2017.10.27 | サンタアニタ             | 未勝利                                     |    | ダ6f    | 2着  | T.ペレイラ     | ハナ        | Dream Tree            |
| 0000.11.18 | デルマー                 | デジアーナズステークス                     | L  | ダ7f    | 2着  | D.ベハラーノ   | ハナ        | Dream Tree            |
| 2018.01.07 | サンタアニタ             | サンタイネスステークス                     | G2 | ダ7f    | 1着  | M.スミス       | 4馬身1/2    | （Steph Being Steph） |
| 0000.03.03 | サンタアニタ             | サンタイサベルステークス                   | G3 | ダ8.5f  | 1着  | M.スミス       | 2馬身1/4    | （Thirteen Squared）  |
| 0000.04.08 | サンタアニタ             | サンタアニタオークス                       | G1 | ダ8.5f  | 1着  | M.スミス       | 3馬身1/2    | （Spectator）         |
| 0000.05.04 | チャーチルダウンズ       | ケンタッキーオークス                       | G1 | ダ9f    | 3着  | M.スミス       | 4馬身1/4    | Monomoy Girl          |
| 0000.06.30 | ベルモントパーク         | マザーグースステークス                     | G2 | ダ8.5f  | 1着  | M.スミス       | 6馬身       | （Road To Victory）   |
| 0000.07.22 | サラトガ                 | CCAオークス                                | G1 | ダ9f    | 2着  | M.スミス       | 3馬身       | Monomoy Girl          |
| 0000.08.18 | サラトガ                 | アラバマステークス                         | G1 | ダ10f   | 3着  | M.スミス       | 6馬身3/4    | Eskimo Kisses         |
| 0000.09.22 | パークスレーシング       | コティリオンステークス                     | G1 | ダ8.5f  | 1着  | M.スミス       | 2位入線繰上 | （Monomoy Girl）      |
| 0000.11.03 | チャーチルダウンズ       | ブリーダーズカップ・ディスタフ             | G1 | ダ9f    | 3着  | J.ヴェラスケス | 1馬身1/2    | Monomoy Girl          |
| 2019.01.27 | サムヒューストン         | ヒューストンレディースクラシックステークス | G3 | ダ8.5f  | 1着  | M.スミス       | 3/4馬身     | （Moonlit Garden）    |
| 0000.03.16 | オークローンパーク       | アゼリステークス                           | G2 | ダ8.5f  | 1着  | M.スミス       | 1馬身       | （Elate）             |
| 0000.04.14 | オークローンパーク       | アップルブロッサムハンデキャップ           | G1 | ダ8.5f  | 1着  | M.スミス       | ハナ        | （Escape Clause）     |
| 0000.06.08 | ベルモントパーク         | オグデンフィップスステークス               | G1 | ダ8.5f  | 1着  | M.スミス       | 3馬身1/2    | （Come Dancing）      |
| 0000.07.20 | モンマスパーク           | モリーピッチャーステークス                 | G3 | ダ8.5f  | 1着  | M.スミス       | 1馬身       | （Coach Rocks）       |
| 0000.08.24 | サラトガ                 | パーソナルエンスンステークス               | G1 | ダ9f    | 1着  | M.スミス       | ハナ        | （Elate）             |
| 0000.09.28 | ベルモントパーク         | ベルデイムステークス                       | G2 | ダ9f    | 1着  | J.ヴェラスケス | 3馬身1/4    | （Wow Cat）           |
| 0000.11.02 | サンタアニタ             | BCディスタフ                               | G1 | ダ9f    | 2着  | M.スミス       | 1馬身1/2    | Blue Prize            |
| 2020.02.29 | キングアブドゥルアジーズ | サウジカップ                               |    | ダ1800m | 1着  | M.スミス       | 2位入線繰上 | (Benbatl)             |
| 0000.06.27 | チャーチルダウンズ       | フルールドリスステークス                   | G2 | ダ9f    | 1着  | M.スミス       | 8馬身1/4差  | (Elate)               |
| 0000.08.01 | サラトガ                 | パーソナルエンスンステークス               | G1 | ダ9f    | 2着  | R.サンタナJr   | クビ        | Vexatious             |

## 繁殖成績
|       | 馬名                     | 生年   | 性 | 毛色   | 父               | 馬主                     | 厩舎           | 戦績           |
| ----- | ------------------------ | ------ | -- | ------ | ---------------- | ------------------------ | -------------- | -------------- |
| 初仔  | Bisou                    | 2022年 | 牡 | 黒鹿毛 | Curlin           |                          |                | 海外           |
| 2番仔 | ミティリーニ             | 2023年 | 牝 | 鹿毛   | Tapit            | （有）サンデーレーシング | 栗東・高野友和 | （デビュー前） |
| 3番仔 | ミッドナイトビズーの2024 | 2024年 | 牝 | 鹿毛   | キタサンブラック |                          |                |                |
| 4番仔 | ミッドナイトビズーの2025 | 2025年 | 牡 | 黒鹿毛 | イクイノックス   |                          |                |                |

- 202年6月16日現在

## 血統表
| ミッドナイトビスーの血統     | ミッドナイトビスーの血統       | ミッドナイトビスーの血統 | （血統表の出典）     | （血統表の出典） |
| 父系                         | ファピアノ系                   | ファピアノ系             | ファピアノ系         | [ § 2 ]          |
| 父 Midnight Lute 2003 黒鹿毛 | 父の父Real Quiet 1995 鹿毛     | Quiet American           | Fappiano             | Fappiano         |
| 父 Midnight Lute 2003 黒鹿毛 | 父の父Real Quiet 1995 鹿毛     | Quiet American           | Demure               |                  |
| 父 Midnight Lute 2003 黒鹿毛 | 父の父Real Quiet 1995 鹿毛     | Really Blue              | Believe It           | Believe It       |
| 父 Midnight Lute 2003 黒鹿毛 | 父の父Real Quiet 1995 鹿毛     | Really Blue              | Meadow Blue          |                  |
| 父 Midnight Lute 2003 黒鹿毛 | 父の母Candytuft 1996 鹿毛      | *デヒア                  | Deputy Minister      | Deputy Minister  |
| 父 Midnight Lute 2003 黒鹿毛 | 父の母Candytuft 1996 鹿毛      | *デヒア                  | Sister Dot           |                  |
| 父 Midnight Lute 2003 黒鹿毛 | 父の母Candytuft 1996 鹿毛      | Bolt From the Blue       | Blue Times           | Blue Times       |
| 父 Midnight Lute 2003 黒鹿毛 | 父の母Candytuft 1996 鹿毛      | Bolt From the Blue       | Berkut               |                  |
| 母 Diva Delite 2007 黒鹿毛   | 母の父Repent 1999 黒鹿毛       | Louis Quatorze           | Sovereign Dancer     | Sovereign Dancer |
| 母 Diva Delite 2007 黒鹿毛   | 母の父Repent 1999 黒鹿毛       | Louis Quatorze           | On to Royalty        |                  |
| 母 Diva Delite 2007 黒鹿毛   | 母の父Repent 1999 黒鹿毛       | Baby Grace               | Cipayo               | Cipayo           |
| 母 Diva Delite 2007 黒鹿毛   | 母の父Repent 1999 黒鹿毛       | Baby Grace               | Kathy                |                  |
| 母 Diva Delite 2007 黒鹿毛   | 母の母Tour Hostess 1996 黒鹿毛 | Tour d'Or                | Medaille d'Or        | Medaille d'Or    |
| 母 Diva Delite 2007 黒鹿毛   | 母の母Tour Hostess 1996 黒鹿毛 | Tour d'Or                | Debby's Turn         |                  |
| 母 Diva Delite 2007 黒鹿毛   | 母の母Tour Hostess 1996 黒鹿毛 | Counsel's Gal            | High Counsel         | High Counsel     |
| 母 Diva Delite 2007 黒鹿毛   | 母の母Tour Hostess 1996 黒鹿毛 | Counsel's Gal            | T. N. T. Gal         |                  |
| 母系(F-No.)                  | 15号族(FN:15-c)                | 15号族(FN:15-c)          | 15号族(FN:15-c)      | [ § 3 ]          |
| 5代内の近親交配              | Secretariat5×5=6.25%           | Secretariat5×5=6.25%     | Secretariat5×5=6.25% | [ § 4 ]          |
| 出典                         | 1. 2. 3. 4.                    | 1. 2. 3. 4.              | 1. 2. 3. 4.          | 1. 2. 3. 4.      |